# Stazione di Santander (Adif)
La stazione di Santander (in spagnolo Estación de Santander) è una stazione ferroviaria di Santander, Spagna. Fa parte della rete nazionale gestita da Adif.

## Servizi
I servizi Alvia utilizzano la linea ferroviaria ad alta velocità Madrid-León fino a Palencia, successivamente utilizzano la rete ferroviaria convenzionale per servire Santander; un servizio di media distanza opera invece sulla linea convenzionale tra Santander e Valladolid-Campo Grande. La stazione è collegata anche con Oviedo e Bilbao. Anche il treno turistico Transcantábrico  ha come capolinea questa stazione.  Dalla stazione parte anche la linea ferroviarie suburbane che collega Cercanías a Santander.